# C19orf18

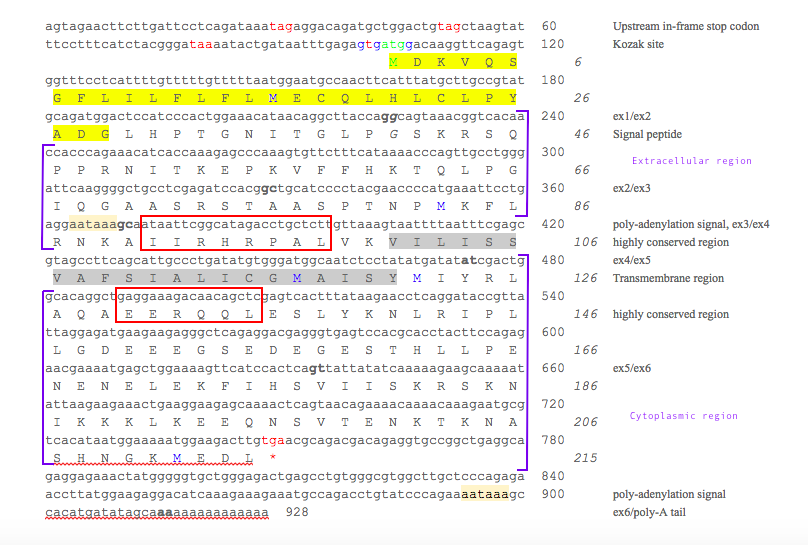

C19orf18 (англ. Chromosome 19 open reading frame 18) – білок, який кодується однойменним геном, розташованим у людей на довгому плечі 19-ї хромосоми. Довжина поліпептидного ланцюга білка становить 215 амінокислот, а молекулярна маса — 24 151.
| 10         |  | 20         |  | 30         |  | 40         |  | 50         |
| ---------- |  | ---------- |  | ---------- |  | ---------- |  | ---------- |
| MDKVQSGFLI |  | LFLFLMECQL |  | HLCLPYADGL |  | HPTGNITGLP |  | GSKRSQPPRN |
| ITKEPKVFFH |  | KTQLPGIQGA |  | ASRSTAASPT |  | NPMKFLRNKA |  | IIRHRPALVK |
| VILISSVAFS |  | IALICGMAIS |  | YMIYRLAQAE |  | ERQQLESLYK |  | NLRIPLLGDE |
| EEGSEDEGES |  | THLLPENENE |  | LEKFIHSVII |  | SKRSKNIKKK |  | LKEEQNSVTE |
| NKTKNASHNG |  | KMEDL      |  |            |  |            |  |            |

A: Аланін

C: Цистеїн

D: Аспарагінова кислота

E: Глутамінова кислота

F: Фенілаланін

G: Гліцин

H: Гістидин

I: Ізолейцин

K: Лізин

L: Лейцин

M: Метіонін

N: Аспарагін

P: Пролін

Q: Глутамін

R: Аргінін

S: Серин

T: Треонін

V: Валін

Локалізований у мембрані.